# Скудамор, Генри, 3-й герцог Бофорт
Генри Скудамор (англ. Henry Scudamore; 23 марта 1707 — 26 февраля 1745, Бат, Сомерсет, Великобритания) — британский аристократ, 3-й герцог Бофорт, 5-й маркиз Вустер, 9-й граф Вустер, 11-й барон Герберт с 1714 года. Принадлежал к роду Сомерсетов, но в 1730 году принял фамилию жены — дочери и наследницы 3-го виконта Скудамора. Позже развёлся с большим скандалом. С 1729 года занимал должность верховного стюарда Херефордшира. Умер бездетным, так что родовые титулы перешли к его брату Чарльзу.

## Биография
Генри Скудамор родился 26 марта 1707 года и был крещён спустя неделю, 2 апреля. Он был старшим из двух сыновей Генри Сомерсета, 2-го герцога Бофорта, и его жены Рейчел Ноэль, и при рождении получил отцовскую фамилию — Сомерсет. Мальчик принадлежал к одной из самых знатных и богатых семей Англии: Сомерсеты были побочной ветвью королевской династии Плантагенетов, владели обширными землями в западных графствах и в Уэльсе, носили титулы графа Вустера, маркиза Вустера, барона Герберта и герцога Бофорта. После смерти отца 24 мая 1714 года Генри стал 11-м бароном, 9-м графом, 5-м маркизом и 3-м герцогом.
Образование юный Сомерсет получил в Вестминстерской школе и в Оксфордском университете, который окончил 22 апреля 1725 года с учёной степенью доктора гражданского права. В 1729 году герцог получил должность верховного стюарда Херефордшира. В том же году он женился на Фрэнсис Скудамор, единственной дочери и наследнице Джеймса Скудамора, 3-го виконта Скудамора, и Фрэнсис Дигби; свадьба была сыграна 28 июня в Холланд-Хаусе. В 1730 году Сомерсет получил ряд поместий, принадлежавших семье его супруги. После этого он добился принятия специального парламентского акта, заменившего его фамилию на Скудамор.
В 1742 году герцог потребовал развода, поскольку жена изменила ему с Уильямом Толботом (впоследствии графом Толботом). Герцогиня подала встречный иск, заявив, что её супруг — импотент; тогда Скудамор добился назначения судом специальных экспертов и продемонстрировал им, что обладает мужской силой. 2 марта 1744 года брак был расторгнут. 24 февраля 1745 года герцог умер в возрасте 37 лет в Бате (Сомерсет). Его похоронили в родовой усыпальнице в Бадминтоне (Глостершир). Мемуаристка Мэри Делейни в связи с этим пишет, что о смерти Скудамора «не стоит сожалеть, он был нездоров по своему телосложению и несчастлив в своих обстоятельствах, хотя и обладал большой честью и богатством».
Законных детей у герцога не было, так что родовые владения и титулы перешли к его брату Чарльзу. Фрэнсис Скудамор позже вступила во второй брак — с Чарльзом Фицроем, сыном 2-го герцога Графтона.
Именно Генри Скудамор стал заказчиком Бадминтонского кабинета — монументального шкафа-бюро из чёрного дерева, который в течение шести лет (1726—1732) изготавливали мастера флорентийской Галереи деи Лавори. Шкаф получил своё название в честь поместья герцога; в конце XX века он стал самым дорогим из всех предметов мебели, когда-либо продававшихся на аукционах.